# 24 uur van Daytona 1989
De 24 uur van Daytona 1989 was de 27e editie van deze endurancerace. De race werd verreden op 4 en 5 februari 1989 op de Daytona International Speedway nabij Daytona Beach, Florida.
De race werd gewonnen door de Miller High Life/BF Goodrich 962 #67 van Bob Wollek, Derek Bell en John Andretti. Voor Wollek en Bell was het hun derde Daytona-zege, terwijl Andretti zijn eerste overwinning behaalde. De GTO-klasse werd gewonnen door de Stroh's Light Cougar #16 van Pete Halsmer, Bob Earl, Mark Martin en Paul Stewart. De Lights-klasse werd gewonnen door de Essex Racing #9 van Charles Morgan, John Morrison en Tom Hessert jr. De GTU-klasse werd gewonnen door de Al Bacon Performance #17 van Al Bacon, Bob Reed en Rod Millen.

## Race
Winnaars in hun klasse zijn vetgedrukt.
| Pos. | Klasse | No. | Team                                     | Coureurs                                                             | Chassis                   | Banden | Ronden |
| Pos. | Klasse | No. | Team                                     | Coureurs                                                             | Motor                     | Banden | Ronden |
| ---- | ------ | --- | ---------------------------------------- | -------------------------------------------------------------------- | ------------------------- | ------ | ------ |
| 1    | GTP    | 67  | Miller High Life/BF Goodrich 962         | Bob Wollek Derek Bell John Andretti                                  | Porsche 962               | BF     | 621    |
| 1    | GTP    | 67  | Miller High Life/BF Goodrich 962         | Bob Wollek Derek Bell John Andretti                                  | Porsche 3.0L Flat 6 Turbo | BF     | 621    |
| 2    | GTP    | 61  | Castrol Jaguar Racing                    | Price Cobb John Nielsen Andy Wallace Jan Lammers                     | Jaguar XJR-9              | D      | 621    |
| 2    | GTP    | 61  | Castrol Jaguar Racing                    | Price Cobb John Nielsen Andy Wallace Jan Lammers                     | Jaguar 6.0L V12           | D      | 621    |
| 3    | GTP    | 3   | Brun Motorsports/Kalagian Racing         | Oscar Larrauri Walter Brun Hans-Joachim Stuck                        | Porsche 962               | Y      | 603    |
| 3    | GTP    | 3   | Brun Motorsports/Kalagian Racing         | Oscar Larrauri Walter Brun Hans-Joachim Stuck                        | Porsche 3.0L Flat 6 Turbo | Y      | 603    |
| 4    | GTP    | 86  | Texaco Havoline Star Bayside Motorsports | Klaus Ludwig James Weaver Sarel van der Merwe                        | Porsche 962               | G      | 600    |
| 4    | GTP    | 86  | Texaco Havoline Star Bayside Motorsports | Klaus Ludwig James Weaver Sarel van der Merwe                        | Porsche 3.0L Flat 6 Turbo | G      | 600    |
| 5    | GTP    | 77  | Mazda Motors of America                  | Yoshimi Katayama Takashi Yorino Elliott Forbes-Robinson              | Mazda 767B                | D      | 559    |
| 5    | GTP    | 77  | Mazda Motors of America                  | Yoshimi Katayama Takashi Yorino Elliott Forbes-Robinson              | Mazda 2.6L 4 Rotor        | D      | 559    |
| 6    | GTO    | 16  | Stroh's Light Cougar                     | Pete Halsmer Bob Earl Mark Martin Paul Stewart                       | Mercury Cougar XR-7       | G      | 554    |
| 6    | GTO    | 16  | Stroh's Light Cougar                     | Pete Halsmer Bob Earl Mark Martin Paul Stewart                       | Ford 6.0L V8              | G      | 554    |
| 7    | GTO    | 11  | Stroh's Light Cougar                     | Wally Dallenbach jr. Dorsey Schroeder Mark Martin                    | Mercury Cougar XR-7       | G      | 534    |
| 7    | GTO    | 11  | Stroh's Light Cougar                     | Wally Dallenbach jr. Dorsey Schroeder Mark Martin                    | Ford 6.0L V8              | G      | 534    |
| 8    | Lights | 9   | Essex Racing                             | Charles Morgan John Morrison Tom Hessert jr.                         | Tiga GT288                | G      | 530    |
| 8    | Lights | 9   | Essex Racing                             | Charles Morgan John Morrison Tom Hessert jr.                         | Buick 3.0L V6             | G      | 530    |
| 9    | GTO    | 92  | Motorcraft                               | Bob Zeeb Jeff Purner Bobby Akin                                      | Mercury Capri             | G      | 530    |
| 9    | GTO    | 92  | Motorcraft                               | Bob Zeeb Jeff Purner Bobby Akin                                      | Ford 6.0L V8              | G      | 530    |
| 10   | GTO    | 90  | Road Circuit Technology                  | Andy Petery Les Delano Craig Carter                                  | Mercury Capri             | G      | 528    |
| 10   | GTO    | 90  | Road Circuit Technology                  | Andy Petery Les Delano Craig Carter                                  | Ford 6.0L V8              | G      | 528    |
| 11   | GTO    | 38  | Mandeville Auto/Tech                     | Roger Mandeville Kelly Marsh Brian Redman                            | Mazda RX-7                | Y      | 528    |
| 11   | GTO    | 38  | Mandeville Auto/Tech                     | Roger Mandeville Kelly Marsh Brian Redman                            | Mazda 1.9L 3 Rotor        | Y      | 528    |
| 12   | GTU    | 17  | Al Bacon Performance                     | Al Bacon Bob Reed Rod Millen                                         | Mazda RX-7                | F      | 526    |
| 12   | GTU    | 17  | Al Bacon Performance                     | Al Bacon Bob Reed Rod Millen                                         | Mazda 1.3L Rotary         | F      | 526    |
| DNF  | GTU    | 95  | Fastcolor Images                         | Bob Leitzinger Chuck Kurtz Butch Leitzinger                          | Nissan 240SX              | T      | 517    |
| DNF  | GTU    | 95  | Fastcolor Images                         | Bob Leitzinger Chuck Kurtz Butch Leitzinger                          | Nissan 3.0L V6            | T      | 517    |
| 14   | GTU    | 71  | Team Highball                            | Amos Johnson Dennis Shaw Bob Lazier                                  | Mazda RX-7                | Y      | 516    |
| 14   | GTU    | 71  | Team Highball                            | Amos Johnson Dennis Shaw Bob Lazier                                  | Mazda 1.3L Rotary         | Y      | 516    |
| 15   | GTP    | 8   | Fabcar American Racing                   | Tim McAdam Bill Adam Chip Mead                                       | Fabcar GTP                | G      | 515    |
| 15   | GTP    | 8   | Fabcar American Racing                   | Tim McAdam Bill Adam Chip Mead                                       | Chevrolet 6.0L V8         | G      | 515    |
| 16   | GTU    | 89  | 901 Racing                               | Jack Refenning Rusty Scott Freddy Baker Peter Uria                   | Porsche 911 Carrera RSR   | F      | 511    |
| 16   | GTU    | 89  | 901 Racing                               | Jack Refenning Rusty Scott Freddy Baker Peter Uria                   | Porsche 3.2L Flat 6       | F      | 511    |
| 17   | GTO    | 03  | Skoal Bandit Racing                      | Tommy Kendall Max Jones Buz McCall Jack Baldwin                      | Chevrolet Camaro          | G      | 498    |
| 17   | GTO    | 03  | Skoal Bandit Racing                      | Tommy Kendall Max Jones Buz McCall Jack Baldwin                      | Chevrolet 5.5L V8         | G      | 498    |
| DNF  | GTP    | 64  | Bernard Jourdain                         | Bernard Jourdain Oscar Manautou Allen Berg Andres Contreras          | Porsche 962               | G      | 485    |
| DNF  | GTP    | 64  | Bernard Jourdain                         | Bernard Jourdain Oscar Manautou Allen Berg Andres Contreras          | Porsche 3.0L Flat 6 Turbo | G      | 485    |
| 19   | GTU    | 62  | Alex Job Racing                          | Terry Wolters Chris Kraft Rusty Bond Alex Job                        | Porsche 911               | G      | 485    |
| 19   | GTU    | 62  | Alex Job Racing                          | Terry Wolters Chris Kraft Rusty Bond Alex Job                        | Porsche 3.0L Flat 6       | G      | 485    |
| DNF  | GTP    | 10  | Hotchkis Racing                          | Jim Adams John Hotchkis John Hotchkis jr.                            | Porsche 962               | G      | 483    |
| DNF  | GTP    | 10  | Hotchkis Racing                          | Jim Adams John Hotchkis John Hotchkis jr.                            | Porsche 3.0L Flat 6 Turbo | G      | 483    |
| 21   | GTU    | 82  | Aspen Inn                                | Dick Greer Mike Mees John Finger                                     | Mazda RX-7                | Y      | 478    |
| 21   | GTU    | 82  | Aspen Inn                                | Dick Greer Mike Mees John Finger                                     | Mazda 1.3L Rotary         | Y      | 478    |
| 22   | Lights | 40  | Bieri Racing                             | Martino Finotto Paolo Guatamacchi Uli Bieri                          | Tiga GT286                | G      | 475    |
| 22   | Lights | 40  | Bieri Racing                             | Martino Finotto Paolo Guatamacchi Uli Bieri                          | Ferrari 3.0L V8           | G      | 475    |
| 23   | Lights | 55  | Huffaker Racing                          | Dan Marvin Alan Freed Mike Allison Scott Liebler                     | Spice SE86CL              | F      | 471    |
| 23   | Lights | 55  | Huffaker Racing                          | Dan Marvin Alan Freed Mike Allison Scott Liebler                     | Pontiac 3.0L I4           | F      | 471    |
| 24   | GTP    | 5   | Tom Milner Racing                        | Jean-Pierre Frey Marty Roth Albert Naon jr.                          | Ford Mustang Probe        | G      | 465    |
| 24   | GTP    | 5   | Tom Milner Racing                        | Jean-Pierre Frey Marty Roth Albert Naon jr.                          | Ford 6.0L V8              | G      | 465    |
| 25   | Lights | 26  | MSB Racing                               | Dave Cowart Scott Brayton Mike Meyer Jim Fowells                     | Argo JM19                 | G      | 460    |
| 25   | Lights | 26  | MSB Racing                               | Dave Cowart Scott Brayton Mike Meyer Jim Fowells                     | Mazda 1.3L 2 Rotor        | G      | 460    |
| DNF  | Lights | 4   | Buick/Quaker State                       | Linda Ludemann Scott Schubot John Williams                           | Spice SE88P               | G      | 456    |
| DNF  | Lights | 4   | Buick/Quaker State                       | Linda Ludemann Scott Schubot John Williams                           | Buick 3.0L V6             | G      | 456    |
| DNF  | GTP    | 83  | Electramotive Engineering                | Arie Luyendyk Chip Robinson Geoff Brabham Michael Roe                | Nissan GTP ZX-Turbo       | G      | 453    |
| DNF  | GTP    | 83  | Electramotive Engineering                | Arie Luyendyk Chip Robinson Geoff Brabham Michael Roe                | Nissan 3.0L V6 Turbo      | G      | 453    |
| DNF  | GTP    | 33  | Old Spice Pontiac                        | Dieter Quester Costas Los Jeff Kline                                 | Spice SE88P               | G      | 427    |
| DNF  | GTP    | 33  | Old Spice Pontiac                        | Dieter Quester Costas Los Jeff Kline                                 | Pontiac 5.0L V8           | G      | 427    |
| DNF  | GTP    | 09  | Ball Bros. Racing                        | Steve Durst Jay Cochran Mike Brockman Tony Belcher                   | Spice SE88P               | G      | 426    |
| DNF  | GTP    | 09  | Ball Bros. Racing                        | Steve Durst Jay Cochran Mike Brockman Tony Belcher                   | Buick 4.5L V6             | G      | 426    |
| DNF  | Lights | 63  | Mazda Motors of America                  | Howard Katz Jim Downing John O'Steen John Maffucci                   | Argo JM19                 | G      | 412    |
| DNF  | Lights | 63  | Mazda Motors of America                  | Howard Katz Jim Downing John O'Steen John Maffucci                   | Mazda 1.3L 2 Rotor        | G      | 412    |
| DNF  | Lights | 43  | Motorsports Marketing                    | John Higgins Lorenzo Lamas Buddy Lazier Justus Reid                  | Fabcar CL                 | G      | 395    |
| DNF  | Lights | 43  | Motorsports Marketing                    | John Higgins Lorenzo Lamas Buddy Lazier Justus Reid                  | Porsche 3.0L Flat 6       | G      | 395    |
| 32   | Lights | 75  | Jack Engelhardt                          | Max Schmidt Todd Brayton Rusty Schmidt Jack Engelhardt               | Badger BB                 | G      | 391    |
| 32   | Lights | 75  | Jack Engelhardt                          | Max Schmidt Todd Brayton Rusty Schmidt Jack Engelhardt               | Mazda 1.3L 2 Rotor        | G      | 391    |
| DNF  | GTO    | 35  | Budweiser Racing                         | Craig Rubright Jean-Paul Libert Kermit Upton                         | Chevrolet Camaro          | G      | 360    |
| DNF  | GTO    | 35  | Budweiser Racing                         | Craig Rubright Jean-Paul Libert Kermit Upton                         | Chevrolet 5.5L V8         | G      | 360    |
| DNF  | GTU    | 04  | SP Racing                                | Gary Auberlen Bill Auberlen Cary Eisenlohr Monte Shelton             | Porsche 911 Carrera       | G      | 351    |
| DNF  | GTU    | 04  | SP Racing                                | Gary Auberlen Bill Auberlen Cary Eisenlohr Monte Shelton             | Porsche 3.0L Flat 6       | G      | 351    |
| DNF  | Lights | 05  | Diman Racing                             | Tato Ferrer Rolando Falgueras Manuel Villa Mandy Gonzalez            | Royale RP40               | G      | 349    |
| DNF  | Lights | 05  | Diman Racing                             | Tato Ferrer Rolando Falgueras Manuel Villa Mandy Gonzalez            | Porsche 3.0L Flat 6       | G      | 349    |
| DNF  | GTP    | 85  | Texaco Havoline Star Bayside Motorsports | Bruce Leven Rob Dyson Dominic Dobson John Paul jr.                   | Porsche 962               | G      | 347    |
| DNF  | GTP    | 85  | Texaco Havoline Star Bayside Motorsports | Bruce Leven Rob Dyson Dominic Dobson John Paul jr.                   | Porsche 3.0L Flat 6 Turbo | G      | 347    |
| DNF  | GTP    | 0   | Joest Racing                             | Frank Jelinski Claude Ballot-Léna Jean-Louis Ricci                   | Porsche 962               | G      | 346    |
| DNF  | GTP    | 0   | Joest Racing                             | Frank Jelinski Claude Ballot-Léna Jean-Louis Ricci                   | Porsche 3.0L Flat 6 Turbo | G      | 346    |
| DNF  | GTU    | 87  | Overton Autosport                        | Lance Stewart Ron Cortez Jeff Alkazian Chet Fillip                   | Mazda RX-7                | F      | 344    |
| DNF  | GTU    | 87  | Overton Autosport                        | Lance Stewart Ron Cortez Jeff Alkazian Chet Fillip                   | Mazda 1.3L Rotary         | F      | 344    |
| 39   | GTO    | 51  | Caribbean Sol                            | Jack Boxstrom Dale Kreider Mark Porcaro Carson Hurley                | Buick Somerset            | G      | 341    |
| 39   | GTO    | 51  | Caribbean Sol                            | Jack Boxstrom Dale Kreider Mark Porcaro Carson Hurley                | Buick 6.0L V8             | G      | 341    |
| 40   | GTO    | 32  | Oftedahl Racing                          | Ric Moore Pieter Baljet Randy McDonald                               | Buick Somerset            | F      | 335    |
| 40   | GTO    | 32  | Oftedahl Racing                          | Ric Moore Pieter Baljet Randy McDonald                               | Buick 5.7L V8             | F      | 335    |
| DNF  | GTU    | 74  | Huffaker Racing                          | George Robinson Bart Kendall Johnny Unser                            | Pontiac Fiero             | F      | 323    |
| DNF  | GTU    | 74  | Huffaker Racing                          | George Robinson Bart Kendall Johnny Unser                            | Pontiac 3.0L I4           | F      | 323    |
| DNF  | Lights | 91  | G.T. Motorsport                          | David LaCroix David Seabroke Buzzy Smith Tommy Johnson               | Tiga GT285                | G      | 310    |
| DNF  | Lights | 91  | G.T. Motorsport                          | David LaCroix David Seabroke Buzzy Smith Tommy Johnson               | Mazda 1.3L 2 Rotor        | G      | 310    |
| DNF  | GTP    | 60  | Castrol Jaguar Racing                    | Jan Lammers Davy Jones Raul Boesel                                   | Jaguar XJR-9              | D      | 288    |
| DNF  | GTP    | 60  | Castrol Jaguar Racing                    | Jan Lammers Davy Jones Raul Boesel                                   | Jaguar 6.0L V12           | D      | 288    |
| DNF  | GTO    | 53  | Chateau Souverain                        | Richard McDill Robert Whitaker Bill McDill                           | Chevrolet Camaro          | G      | 287    |
| DNF  | GTO    | 53  | Chateau Souverain                        | Richard McDill Robert Whitaker Bill McDill                           | Chevrolet 6.0L V8         | G      | 287    |
| 45   | GTO    | 94  | Spirit of Brandon                        | Steve Burgner Ken Bupp Henry Brosnaham Robert Peters Mark Montgomery | Chevrolet Camaro          | G      | 269    |
| 45   | GTO    | 94  | Spirit of Brandon                        | Steve Burgner Ken Bupp Henry Brosnaham Robert Peters Mark Montgomery | Chevrolet 6.0L V8         | G      | 269    |
| DNF  | Lights | 28  | Far Western Bank Canada Shoes            | Tony Adamowicz Albert Rocca Tomas Lopez Aurelio Lopez                | Tiga GT286                | G      | 266    |
| DNF  | Lights | 28  | Far Western Bank Canada Shoes            | Tony Adamowicz Albert Rocca Tomas Lopez Aurelio Lopez                | Mazda 1.3L 2 Rotor        | G      | 266    |
| DNF  | GTP    | 68  | Busby Racing                             | Mario Andretti Michael Andretti                                      | Porsche 962               | BF     | 237    |
| DNF  | GTP    | 68  | Busby Racing                             | Mario Andretti Michael Andretti                                      | Porsche 3.0L Flat 6 Turbo | BF     | 237    |
| DNF  | Lights | 02  | Taymay, Inc.                             | Parker Johnstone Frank Everett Ron Nelson                            | Spice SE86CL              | G      | 229    |
| DNF  | Lights | 02  | Taymay, Inc.                             | Parker Johnstone Frank Everett Ron Nelson                            | Pontiac 3.0L I4           | G      | 229    |
| DNF  | GTO    | 31  | A&R Auto Electric                        | Wayne Akers Kent Painter Anthony Puleo David Donner                  | Chevrolet Camaro          | G      | 217    |
| DNF  | GTO    | 31  | A&R Auto Electric                        | Wayne Akers Kent Painter Anthony Puleo David Donner                  | Chevrolet 5.7L V8         | G      | 217    |
| DNF  | GTP    | 98  | All American Racers                      | Drake Olson Chris Cord Steve Bren                                    | Toyota 88C                | G      | 180    |
| DNF  | GTP    | 98  | All American Racers                      | Drake Olson Chris Cord Steve Bren                                    | Toyota 2.1L I4 Turbo      | G      | 180    |
| DNF  | Lights | 88  | Transact, Inc.                           | Tom Phillips Steve Johnson Bob Lesnett                               | Argo JM19                 | G      | 165    |
| DNF  | Lights | 88  | Transact, Inc.                           | Tom Phillips Steve Johnson Bob Lesnett                               | Ferrari 3.0L V8           | G      | 165    |
| DNF  | GTO    | 46  | Gultwind Marine                          | Daniel Urrutia Gene Whipp Gary Smith Jack Swanson                    | Chevrolet Camaro          | G      | 160    |
| DNF  | GTO    | 46  | Gultwind Marine                          | Daniel Urrutia Gene Whipp Gary Smith Jack Swanson                    | Chevrolet 5.7L V8         | G      | 160    |
| DNF  | GTU    | 07  | Full Time Racing                         | Tommy Riggins Joe Varde Kal Showket                                  | Dodge Daytona             | Y      | 156    |
| DNF  | GTU    | 07  | Full Time Racing                         | Tommy Riggins Joe Varde Kal Showket                                  | Dodge 2.4L I4             | Y      | 156    |
| DNF  | GTU    | 57  | Kryder Racing                            | Reed Kryder Zoltan Polony Brian Goodwin Craig Shafer                 | Nissan 300ZX              | G      | 142    |
| DNF  | GTU    | 57  | Kryder Racing                            | Reed Kryder Zoltan Polony Brian Goodwin Craig Shafer                 | Nissan 3.0L V6            | G      | 142    |
| DNF  | GTP    | 6   | Tom Milner Racing                        | Tom Pumpelly Ruggero Melgrati Jack Baldwin                           | Ford Mustang Probe        | G      | 117    |
| DNF  | GTP    | 6   | Tom Milner Racing                        | Tom Pumpelly Ruggero Melgrati Jack Baldwin                           | Ford 2.1L I4 Turbo        | G      | 117    |
| DNF  | Lights | 36  | Erie Scientific                          | John Grooms John Fergus Frank Jellinek Charles Monk                  | Argo JM16                 | G      | 111    |
| DNF  | Lights | 36  | Erie Scientific                          | John Grooms John Fergus Frank Jellinek Charles Monk                  | Mazda 1.3L 2 Rotor        | G      | 111    |
| DNF  | GTO    | 47  | Chaunce Wallace                          | Jim Burt Nort Northam Chaunce Wallace                                | Chevrolet Camaro          | G      | 111    |
| DNF  | GTO    | 47  | Chaunce Wallace                          | Jim Burt Nort Northam Chaunce Wallace                                | Chevrolet 5.1L V8         | G      | 111    |
| DNF  | GTO    | 27  | Rocketsports Racing                      | Scott Pruett Jerry Clinton Les Lindley Paul Gentilozzi               | Oldsmobile Cutlass        | G      | 101    |
| DNF  | GTO    | 27  | Rocketsports Racing                      | Scott Pruett Jerry Clinton Les Lindley Paul Gentilozzi               | Chevrolet 6.0L V8         | G      | 101    |
| DNF  | Lights | 20  | Kennedy Groves                           | Fred Phillips Ron McKay Randy Pobst                                  | Tiga GT285                | H      | 92     |
| DNF  | Lights | 20  | Kennedy Groves                           | Fred Phillips Ron McKay Randy Pobst                                  | Mazda 1.3L 2 Rotor        | H      | 92     |
| DNF  | GTP    | 30  | Torno-Momo                               | Massimo Sigala Mauro Baldi Gianpiero Moretti Stanley Dickens         | Porsche 962               | G      | 80     |
| DNF  | GTP    | 30  | Torno-Momo                               | Massimo Sigala Mauro Baldi Gianpiero Moretti Stanley Dickens         | Porsche 3.0L Flat 6 Turbo | G      | 80     |
| DNF  | GTP    | 84  | Electramotive Engineering                | Michael Roe Geoff Brabham Chip Robinson Arie Luyendyk                | Nissan GTP ZX-Turbo       | G      | 51     |
| DNF  | GTP    | 84  | Electramotive Engineering                | Michael Roe Geoff Brabham Chip Robinson Arie Luyendyk                | Nissan 3.0L V6 Turbo      | G      | 51     |
| DNF  | GTO    | 12  | Del Russo Taylor                         | Ken Bupp Robert Peters Del Russo Taylor Mark Montgomery Paul Goral   | Pontiac Firebird          | G      | 50     |
| DNF  | GTO    | 12  | Del Russo Taylor                         | Ken Bupp Robert Peters Del Russo Taylor Mark Montgomery Paul Goral   | Pontiac 6.0L V8           | G      | 50     |
| DNF  | GTO    | 29  | Overbagh Motor Racing                    | Oma Kimbrough Robert Kahn Hoyt Overbagh Robert Siegal Robert Peters  | Chevrolet Camaro          | G      | 31     |
| DNF  | GTO    | 29  | Overbagh Motor Racing                    | Oma Kimbrough Robert Kahn Hoyt Overbagh Robert Siegal Robert Peters  | Chevrolet 6.0L V8         | G      | 31     |
| DNF  | Lights | 58  | Gary Wonzer Racing                       | Bill Bean Michael Dow Gary Wonzer                                    | Lola T616                 | H      | 19     |
| DNF  | Lights | 58  | Gary Wonzer Racing                       | Bill Bean Michael Dow Gary Wonzer                                    | Mazda 1.3L 2 Rotor        | H      | 19     |
| DNF  | GTO    | 96  | Paul Reisman                             | Paul Reisman Bob Hebert Tom Gaffney Doug Mills                       | Chevrolet Camaro          | F      | 4      |
| DNF  | GTO    | 96  | Paul Reisman                             | Paul Reisman Bob Hebert Tom Gaffney Doug Mills                       | Chevrolet 5.8L V8         | F      | 4      |
| DNF  | GTU    | 72  | Jay Kjoller                              | Jay Kjoller Patrick Mooney Robin Boone Bob Dotson                    | Porsche 911               | F      | 2      |
| DNF  | GTU    | 72  | Jay Kjoller                              | Jay Kjoller Patrick Mooney Robin Boone Bob Dotson                    | Porsche 3.2L Flat 6       | F      | 2      |
| DNF  | GTP    | 66  | Castrol Jaguar Racing                    | Derek Daly Martin Donnelly Patrick Tambay                            | Jaguar XJR-9              | D      | 1      |
| DNF  | GTP    | 66  | Castrol Jaguar Racing                    | Derek Daly Martin Donnelly Patrick Tambay                            | Jaguar 6.0L V12           | D      | 1      |
| DNS  | GTP    | 7   | Tom Milner Racing                        | Lyn St. James David Loring Marty Roth                                | Ford Mustang Probe        | ?      | 0      |
| DNS  | GTP    | 7   | Tom Milner Racing                        | Lyn St. James David Loring Marty Roth                                | ?                         | ?      | 0      |
| DNS  | Lights | 79  | Whitehall Motorsports                    | Jim Rothbarth Mike Ciasulli Kenper Miller Gene Felton                | Spice SE87L               | G      | 0      |
| DNS  | Lights | 79  | Whitehall Motorsports                    | Jim Rothbarth Mike Ciasulli Kenper Miller Gene Felton                | Pontiac 2.7L I4           | G      | 0      |

1962 · 1963 · 1964 · 1965 · 1966 · 1967 · 1968 · 1969 · 1970 · 1971 · 1972 · 1973 · 1974 · 1975 · 1976 · 1977 · 1978 · 1979 · 1980 · 1981 · 1982 · 1983 · 1984 · 1985 · 1986 · 1987 · 1988 · 1989 · 1990 · 1991 · 1992 · 1993 · 1994 · 1995 · 1996 · 1997 · 1998 · 1999 · 2000 · 2001 · 2002 · 2003 · 2004 · 2005 · 2006 · 2007 · 2008 · 2009 · 2010 · 2011 · 2012 · 2013 · 2014 · 2015 · 2016 · 2017 · 2018 · 2019 · 2020 · 2021 · 2022 · 2023 · 2024 · 2025